# Frankrijk op het Europees kampioenschap voetbal 2000
Frankrijk was een van de deelnemende landen op het Europees kampioenschap voetbal 2000 in België en Nederland. Het was de vijfde deelname voor het land. Frankrijk werd voor de tweede keer Europees kampioen door in de finale met 2-1 te winnen van Italië. Zinédine Zidane werd na afloop verkozen tot beste speler van het toernooi.

## Kwalificatie
Frankrijk kende een moeizame kwalificatiecampagne. Het team van bondscoach Roger Lemerre begon met een verrassend gelijkspel tegen IJsland en een nipte zege in Rusland. Nadien volgden vier thuiswedstrijden waarin Frankrijk enkel van de bescheiden voetballanden Armenië en Andorra kon winnen. Tegen Oekraïne speelden de Fransen  gelijk, van Rusland werd verloren.
In het uitduel tegen Andorra leek Frankrijk lange tijd op weg naar een derde gelijkspel, maar in de slotminuten zorgde een treffer van Sylvain Wiltord ervoor dat het team van Lemerre alsnog met drie belangrijke punten naar huis mocht. Een scoreloos gelijkspel tegen opnieuw Oekraïne en een felbevochten zege in Armenië bezorgden Frankrijk, met nog een speeldag te gaan, de tweede plaats in groep 4. Leider Oekraïne had zijn lot in eigen handen, maar raakte op de slotspeeldag niet verder dan een 1-1 gelijkspel tegen Rusland. Daardoor werd Frankrijk, dat met 3-2 won van IJsland, groepswinnaar en was het rechtstreeks geplaatst voor het EK in België en Nederland.

### Kwalificatieduels
| 5 september 1998 | IJsland   | 1 – 1 | Frankrijk |
| 10 oktober 1998  | Rusland   | 2 – 3 | Frankrijk |
| 14 oktober 1998  | Frankrijk | 2 – 0 | Andorra   |
| 27 maart 1999    | Frankrijk | 0 – 0 | Oekraïne  |
| 31 maart 1999    | Frankrijk | 2 – 0 | Armenië   |
| 5 juni 1999      | Frankrijk | 2 – 3 | Rusland   |
| 9 juni 1999      | Andorra   | 0 – 1 | Frankrijk |
| 4 september 1999 | Oekraïne  | 0 – 0 | Frankrijk |
| 8 september 1999 | Armenië   | 2 – 3 | Frankrijk |
| 9 oktober 1999   | Frankrijk | 3 – 2 | IJsland   |

### Klassement groep 1
| Nr. | Land      | GW | W | G | V  | DV | DT | DS  | Ptn |
| --- | --------- | -- | - | - | -- | -- | -- | --- | --- |
| 1   | Frankrijk | 10 | 6 | 3 | 1  | 17 | 10 | +7  | 21  |
| 2   | Oekraïne  | 10 | 5 | 5 | 0  | 14 | 4  | +10 | 20  |
| 3   | Rusland   | 10 | 6 | 1 | 3  | 22 | 12 | +10 | 19  |
| 4   | IJsland   | 10 | 4 | 3 | 3  | 12 | 7  | +5  | 15  |
| 5   | Armenië   | 10 | 2 | 2 | 6  | 8  | 15 | -7  | 8   |
| 6   | Andorra   | 10 | 0 | 0 | 10 | 3  | 28 | -25 | 0   |

## Het Europees kampioenschap

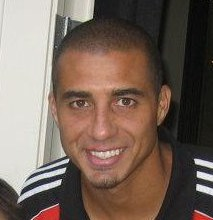
David Trezeguet scoorde in de finale een golden goal.

Op 12 december 1999 werd er geloot voor de groepsfase van het Euro 2000. Frankrijk werd ondergebracht in groep D, samen met gastland Nederland, Tsjechië en Denemarken, en kreeg Brugge en Amsterdam als speelsteden.
In mei 2000 maakte Lemerre zijn selectie voor het toernooi bekend. De Franse nationale ploeg nam zijn intrek in Château du Lac in Genval en trainde in het Stade Justin Peeters in Waver.
Frankrijk startte het toernooi met een overtuigende 3-0 zege tegen Denemarken en won vervolgens ook met 2-1 van Tsjechië. Met zes punten deelde het team van Lemerre de eerste plaats met Nederland. In het laatste groepsduel won Oranje met 2-3 van de Fransen, die het daardoor in de volgende ronde moesten opnemen tegen Spanje, de winnaar van groep C. Frankrijk won met 2-1, nadat de Spaanse aanvaller Raúl in de slotminuut een strafschop miste.
In de halve finale stootte Frankrijk op Portugal. Na 90 minuten stond het 1-1, waarna er verlengingen kwamen. Beide teams leken op weg naar de strafschoppenreeks, tot de Fransen met nog enkele minuten te gaan een strafschop kregen. Zinédine Zidane miste niet en zorgde er met een golden goal voor dat Frankrijk voor het eerst sinds 1984 naar de finale mocht.
In de finale ging Frankrijk de strijd aan met Italië, dat net voor het uur op voorsprong kwam via Marco Delvecchio. Maar Frankrijk zorgde net als in de kwalificatiewedstrijd tegen Andorra, de kwartfinale tegen Spanje en de halve finale tegen Portugal voor een ommekeer in het slot van de wedstrijd. In de 93e minuut loodste Sylvain Wiltord zijn land met een harde schuiver naar verlengingen. Net voor het einde van de eerste verlenging sloeg Frankrijk een tweede en laatste keer toe. David Trezeguet joeg een voorzet van Bixente Lizarazu in het dak van het doel. Door de golden goal van Trezeguet werd Frankrijk, twee jaar na het veroveren van de wereldtitel, voor de tweede keer in zijn geschiedenis Europees kampioen. Na afloop van het toernooi werd Zinédine Zidane verkozen tot beste speler.

### Uitrustingen
| Thuis | Uit | Doelman |

### Technische staf
| Naam            | Functie           |
| --------------- | ----------------- |
| Technische staf |                   |
| Roger Lemerre   | Bondscoach        |
| René Girard     | Assistent-trainer |
| Guy Stéphan     | Assistent-trainer |
| Bruno Martini   | Keeperstrainer    |
| Henri Émile     | Teammanager       |

### Selectie en statistieken
| Nr. | Naam               | Geboortedatum | GW |   |   |   |   |   |   | Club                | Positie(s) |
| --- | ------------------ | ------------- | -- | - | - | - | - | - | - | ------------------- | ---------- |
| 1   | Bernard Lama       | 07-04-1963    | 1  | 0 | 0 | 0 | 0 | 0 | 0 | Paris Saint-Germain | GK         |
| 2   | Vincent Candela    | 24-10-1973    | 2  | 0 | 0 | 0 | 0 | 0 | 0 | AS Roma             | LB, RB     |
| 3   | Bixente Lizarazu   | 09-12-1969    | 4  | 0 | 0 | 0 | 0 | 0 | 1 | Bayern München      | LB         |
| 4   | Patrick Vieira     | 23-06-1976    | 6  | 0 | 2 | 0 | 0 | 1 | 1 | Arsenal             | CM, DM     |
| 5   | Laurent Blanc      | 19-11-1965    | 5  | 1 | 0 | 0 | 0 | 0 | 0 | Internazionale      | CB         |
| 6   | Youri Djorkaeff    | 09-03-1968    | 5  | 2 | 0 | 0 | 0 | 2 | 2 | Kaiserslautern      | AM, CF     |
| 7   | Didier Deschamps   | 15-10-1968    | 6  | 0 | 1 | 0 | 0 | 1 | 0 | Chelsea             | CM, DM     |
| 8   | Marcel Desailly    | 07-09-1968    | 6  | 0 | 2 | 0 | 0 | 0 | 0 | Chelsea             | CB, DM     |
| 9   | Nicolas Anelka     | 14-03-1979    | 5  | 0 | 0 | 0 | 0 | 2 | 3 | Real Madrid         | CF         |
| 10  | Zinédine Zidane    | 23-06-1972    | 5  | 2 | 0 | 0 | 0 | 0 | 0 | Juventus            | AM         |
| 11  | Robert Pirès       | 29-10-1973    | 3  | 0 | 0 | 0 | 0 | 2 | 0 | Olympique Marseille | LW, AM     |
| 12  | Thierry Henry      | 17-08-1977    | 5  | 3 | 0 | 0 | 0 | 3 | 0 | Arsenal             | CF, LW, RW |
| 13  | Sylvain Wiltord    | 10-05-1974    | 5  | 2 | 0 | 0 | 0 | 4 | 1 | Bordeaux            | LW, RW     |
| 14  | Johan Micoud       | 24-07-1973    | 1  | 0 | 0 | 0 | 0 | 0 | 0 | Bordeaux            | AM         |
| 15  | Lilian Thuram      | 01-01-1972    | 5  | 0 | 2 | 0 | 0 | 0 | 0 | Parma               | RB         |
| 16  | Fabien Barthez     | 28-06-1971    | 5  | 0 | 0 | 0 | 0 | 0 | 0 | Manchester United   | GK         |
| 17  | Emmanuel Petit     | 22-09-1970    | 3  | 0 | 0 | 0 | 0 | 0 | 2 | Arsenal             | CM, LM     |
| 18  | Frank Lebœuf       | 22-01-1968    | 1  | 0 | 0 | 0 | 0 | 0 | 0 | Chelsea             | CB         |
| 19  | Christian Karembeu | 03-12-1970    | 1  | 0 | 0 | 0 | 0 | 0 | 0 | Real Madrid         | DM, RM, RB |
| 20  | David Trezeguet    | 15-10-1977    | 3  | 2 | 0 | 0 | 0 | 2 | 0 | AS Monaco           | CF         |
| 21  | Christophe Dugarry | 24-03-1972    | 4  | 1 | 1 | 0 | 0 | 1 | 2 | Bordeaux            | CF, RW, AM |
| 22  | Ulrich Ramé        | 19-09-1972    | 0  | 0 | 0 | 0 | 0 | 0 | 0 | Bordeaux            | GK         |

### Wedstrijden

#### Klassement groep B
| Land       | GW | Win | Gel | Ver | DV | DT | +/- | Pnt |
| ---------- | -- | --- | --- | --- | -- | -- | --- | --- |
| Nederland  | 3  | 3   | 0   | 0   | 7  | 2  | +5  | 9   |
| Frankrijk  | 3  | 2   | 0   | 1   | 7  | 4  | +3  | 6   |
| Tsjechië   | 3  | 1   | 0   | 2   | 3  | 3  | 0   | 3   |
| Denemarken | 3  | 0   | 0   | 3   | 0  | 8  | -8  | 0   |

#### Groepsfase
|                            |                                 |         |            |                                                                                           |
| 11 juni 2000 18:00 (UTC+1) | Frankrijk                       | 3 – 0   | Denemarken | Jan Breydelstadion, Brugge Toeschouwers: 28.100 Scheidsrechter: Günter Benkö (Oostenrijk) |
| 11 juni 2000 18:00 (UTC+1) | Blanc 16' Henry 64' Wiltord 90' | Verslag |            | Jan Breydelstadion, Brugge Toeschouwers: 28.100 Scheidsrechter: Günter Benkö (Oostenrijk) |

| Frankrijk | Denemarken |

| Frankrijk:     |    |                  |     |
|                |    |                  |     |
| GK             | 16 | Fabien Barthez   |     |
| RB             | 15 | Lilian Thuram    |     |
| CB             | 5  | Laurent Blanc    |     |
| CB             | 8  | Marcel Desailly  |     |
| LB             | 3  | Bixente Lizarazu |     |
| CM             | 7  | Didier Deschamps |     |
| CM             | 17 | Emmanuel Petit   |     |
| RW             | 6  | Youri Djorkaeff  | 58' |
| AM             | 10 | Zinédine Zidane  |     |
| LW             | 12 | Thierry Henry    |     |
| CF             | 9  | Nicolas Anelka   | 82' |
| Wisselspelers: |    |                  |     |
| MF             | 4  | Patrick Vieira   | 58' |
| FW             | 13 | Sylvain Wiltord  | 82' |
| Coach:         |    |                  |     |
| Roger Lemerre  |    |                  |     |

| Denemarken:    |    |                    |     |
|                |    |                    |     |
| GK             | 1  | Peter Schmeichel   |     |
| RB             | 12 | Søren Colding      |     |
| CB             | 3  | René Henriksen     |     |
| CB             | 2  | Michael Schjønberg | 90' |
| LB             | 5  | Jan Heintze        |     |
| RM             | 19 | Morten Bisgaard    | 72' |
| CM             | 15 | Stig Tøfting       | 72' |
| CM             | 7  | Allan Nielsen      |     |
| LM             | 8  | Jesper Grønkjær    |     |
| AM             | 9  | Jon Dahl Tomasson  | 79' |
| CF             | 11 | Ebbe Sand          |     |
| Wisselspelers: |    |                    |     |
| FW             | 10 | Martin Jørgensen   | 72' |
| MF             | 20 | Thomas Gravesen    | 72' |
| FW             | 21 | Mikkel Beck        | 79' |
| Coach:         |    |                    |     |
| Bo Johansson   |    |                    |     |

Man van de wedstrijd:

 Thierry Henry

|                            |                     |         |                        |                                                                                        |
| 16 juni 2000 18:00 (UTC+1) | Tsjechië            | 1 – 2   | Frankrijk              | Jan Breydelstadion, Brugge Toeschouwers: 28.100 Scheidsrechter: Graham Poll (Engeland) |
| 16 juni 2000 18:00 (UTC+1) | Poborský 35' (pen.) | Verslag | 7' Henry 60' Djorkaeff | Jan Breydelstadion, Brugge Toeschouwers: 28.100 Scheidsrechter: Graham Poll (Engeland) |

| Tsjechië | Frankrijk |

| Tsjechië:      |    |                   |         |
|                |    |                   |         |
| GK             | 1  | Pavel Srníček     |         |
| CB             | 2  | Tomáš Řepka       |         |
| CB             | 19 | Karel Rada        |         |
| CB             | 21 | Petr Gabriel      | 14' 46' |
| RM             | 8  | Karel Poborský    |         |
| CM             | 13 | Radek Bejbl       | 49'     |
| AM             | 11 | Tomáš Rosický     | 62'     |
| CM             | 7  | Jirí Němec        | 67'     |
| LM             | 4  | Pavel Nedvěd      |         |
| CF             | 10 | Jan Koller        |         |
| CF             | 17 | Vladimír Šmicer   |         |
| Wisselspelers: |    |                   |         |
| DF             | 5  | Milan Fukal       | 46'     |
| FW             | 12 | Vratislav Lokvenc | 49'     |
| DF             | 15 | Marek Jankulovski | 62' 69' |
| Coach:         |    |                   |         |
| Jozef Chovanec |    |                   |         |

| Frankrijk:     |    |                    |     |
|                |    |                    |     |
| GK             | 16 | Fabien Barthez     |     |
| RB             | 15 | Lilian Thuram      | 62' |
| CB             | 5  | Laurent Blanc      |     |
| CB             | 8  | Marcel Desailly    |     |
| LB             | 2  | Vincent Candela    |     |
| RM             | 4  | Patrick Vieira     |     |
| DM             | 7  | Didier Deschamps   |     |
| LM             | 17 | Emmanuel Petit     | 46' |
| AM             | 10 | Zinédine Zidane    |     |
| CF             | 9  | Nicolas Anelka     | 55' |
| CF             | 12 | Thierry Henry      | 89' |
| Wisselspelers: |    |                    |     |
| MF             | 6  | Youri Djorkaeff    | 46' |
| FW             | 21 | Christophe Dugarry | 55' |
| FW             | 13 | Sylvain Wiltord    | 89' |
| Coach:         |    |                    |     |
| Roger Lemerre  |    |                    |     |

Man van de wedstrijd:

 Thierry Henry

|                            |                          |         |                                        |                                                                                       |
| 21 juni 2000 20:45 (UTC+1) | Frankrijk                | 2 – 3   | Nederland                              | Amsterdam Arena, Amsterdam Toeschouwers: 51.000 Scheidsrechter: Anders Frisk (Zweden) |
| 21 juni 2000 20:45 (UTC+1) | Dugarry 8' Trezeguet 31' | Verslag | 14' Kluivert 51' F. de Boer 59' Zenden | Amsterdam Arena, Amsterdam Toeschouwers: 51.000 Scheidsrechter: Anders Frisk (Zweden) |

| Frankrijk | Nederland |

| Frankrijk:     |    |                    |         |
|                |    |                    |         |
| GK             | 1  | Bernard Lama       |         |
| RB             | 19 | Christian Karembeu |         |
| CB             | 8  | Frank Lebœuf       |         |
| CB             | 18 | Marcel Desailly    | 75'     |
| LB             | 2  | Vincent Candela    |         |
| DM             | 4  | Patrick Vieira     | 90' 90' |
| RW             | 13 | Christophe Dugarry | 45' 67' |
| AM             | 14 | Johan Micoud       |         |
| LW             | 11 | Robert Pirès       |         |
| CF             | 13 | Sylvain Wiltord    | 80'     |
| CF             | 20 | David Trezeguet    |         |
| Wisselspelers: |    |                    |         |
| FW             | 6  | Youri Djorkaeff    | 67'     |
| FW             | 9  | Nicolas Anelka     | 80'     |
| MF             | 7  | Didier Deschamps   | 90'     |
| Coach:         |    |                    |         |
| Roger Lemerre  |    |                    |         |

| Nederland:     |    |                   |     |
|                |    |                   |     |
| GK             | 22 | Sander Westerveld |     |
| RB             | 15 | Paul Bosvelt      |     |
| CB             | 3  | Jaap Stam         |     |
| CB             | 4  | Frank de Boer     |     |
| LB             | 19 | Arthur Numan      |     |
| RW             | 11 | Marc Overmars     | 90' |
| CM             | 7  | Phillip Cocu      | 85' |
| CM             | 8  | Edgar Davids      | 81' |
| LW             | 5  | Boudewijn Zenden  |     |
| AM             | 10 | Dennis Bergkamp   | 78' |
| CF             | 9  | Patrick Kluivert  | 60' |
| Wisselspelers: |    |                   |     |
| FW             | 21 | Roy Makaay        | 60' |
| MF             | 20 | Aron Winter       | 78' |
| FW             | 14 | Peter van Vossen  | 90' |
| Coach:         |    |                   |     |
| Frank Rijkaard |    |                   |     |

Man van de wedstrijd:

 Edgar Davids

#### Kwartfinale
|                            |                     |         |                          |                                                                                            |
| 25 juni 2000 20:45 (UTC+1) | Spanje              | 1 – 2   | Frankrijk                | Jan Breydelstadion, Brugge Toeschouwers: 30.000 Scheidsrechter: Pierluigi Collina (Italië) |
| 25 juni 2000 20:45 (UTC+1) | Mendieta 38' (pen.) | Verslag | 32' Zidane 44' Djorkaeff | Jan Breydelstadion, Brugge Toeschouwers: 30.000 Scheidsrechter: Pierluigi Collina (Italië) |

| Spanje | Frankrijk |

| Spanje:              |    |                    |     |
|                      |    |                    |     |
| GK                   | 1  | Santiago Cañizares |     |
| RB                   | 15 | Míchel Salgado     | 64' |
| CB                   | 5  | Abelardo           |     |
| CB                   | 8  | Paco               | 71' |
| LB                   | 12 | Agustín Aranzábal  |     |
| RM                   | 7  | Gaizka Mendieta    | 57' |
| CM                   | 6  | Josep Guardiola    | 61' |
| CM                   | 19 | Iván Helguera      | 77' |
| LM                   | 10 | Pedro Munitis      | 73' |
| CF                   | 9  | Alfonso            | 55' |
| CF                   | 11 | Raúl               |     |
| Wisselspelers:       |    |                    |     |
| FW                   | 20 | Ismael Urzaiz      | 57' |
| FW                   | 17 | Joseba Etxeberría  | 73' |
| MF                   | 14 | Gerard             | 77' |
| Coach:               |    |                    |     |
| José Antonio Camacho |    |                    |     |

| Frankrijk:     |    |                    |     |
|                |    |                    |     |
| GK             | 16 | Fabien Barthez     |     |
| RB             | 15 | Lilian Thuram      |     |
| CB             | 5  | Laurent Blanc      |     |
| CB             | 8  | Marcel Desailly    |     |
| LB             | 3  | Bixente Lizarazu   |     |
| CM             | 4  | Patrick Vieira     |     |
| CM             | 7  | Didier Deschamps   | 60' |
| RW             | 6  | Youri Djorkaeff    |     |
| AM             | 10 | Zinédine Zidane    |     |
| LW             | 12 | Thierry Henry      | 81' |
| CF             | 21 | Christophe Dugarry |     |
| Wisselspelers: |    |                    |     |
| FW             | 9  | Nicolas Anelka     | 81' |
| Coach:         |    |                    |     |
| Roger Lemerre  |    |                    |     |

Man van de wedstrijd:

 Zinédine Zidane

#### Halve finale
|                            |                              |              |           |                                                                                                 |
| 28 juni 2000 20:45 (UTC+1) | Frankrijk                    | 2 – 1 (n.v.) | Portugal  | Koning Boudewijnstadion, Brussel Toeschouwers: 50.000 Scheidsrechter: Günter Benkö (Oostenrijk) |
| 28 juni 2000 20:45 (UTC+1) | Henry 51' Zidane 117' (pen.) | Verslag      | 19' Gomes | Koning Boudewijnstadion, Brussel Toeschouwers: 50.000 Scheidsrechter: Günter Benkö (Oostenrijk) |

| Frankrijk | Portugal |

| Frankrijk:     |    |                  |      |
|                |    |                  |      |
| GK             | 16 | Fabien Barthez   |      |
| RB             | 15 | Lilian Thuram    |      |
| CB             | 5  | Laurent Blanc    |      |
| CB             | 8  | Marcel Desailly  | 39'  |
| LB             | 3  | Bixente Lizarazu |      |
| CM             | 4  | Patrick Vieira   | 23'  |
| CM             | 7  | Didier Deschamps |      |
| CM             | 17 | Emmanuel Petit   | 87'  |
| AM             | 10 | Zinédine Zidane  |      |
| CF             | 9  | Nicolas Anelka   | 72'  |
| CF             | 12 | Thierry Henry    | 105' |
| Wisselspelers: |    |                  |      |
| FW             | 13 | Sylvain Wiltord  | 72'  |
| MF             | 11 | Robert Pirès     | 87'  |
| FW             | 20 | David Trezeguet  | 105' |
| Coach:         |    |                  |      |
| Roger Lemerre  |    |                  |      |

| Portugal:       |    |                   |          |
|                 |    |                   |          |
| GK              | 1  | Vítor Baía        |          |
| RB              | 14 | Abel Xavier       |          |
| CB              | 5  | Fernando Couto    |          |
| CB              | 2  | Jorge Costa       | 55'      |
| LB              | 13 | Dimas Teixeira    | 62' 91'  |
| CM              | 15 | Costinha          |          |
| CM              | 4  | José Luís Vidigal | 44' 61'  |
| RW              | 11 | Sérgio Conceição  |          |
| AM              | 10 | Rui Costa         | 78'      |
| LW              | 7  | Luís Figo         | 54'      |
| CF              | 21 | Nuno Gomes        | 116'     |
| Wisselspelers:  |    |                   |          |
| MF              | 17 | Paulo Bento       | 61'      |
| FW              | 8  | João Pinto        | 78' 117' |
| DF              | 3  | Rui Jorge         | 91'      |
| Coach:          |    |                   |          |
| Humberto Coelho |    |                   |          |

Man van de wedstrijd:

 Zinédine Zidane

#### Finale
|                           |                            |              |                |                                                                               |
| 2 juli 2000 20:00 (UTC+1) | Frankrijk                  | 2 – 1 (n.v.) | Italië         | De Kuip, Rotterdam Toeschouwers: 48.000 Scheidsrechter: Anders Frisk (Zweden) |
| 2 juli 2000 20:00 (UTC+1) | Wiltord 90' Trezeguet 103' | Verslag      | 55' Delvecchio | De Kuip, Rotterdam Toeschouwers: 48.000 Scheidsrechter: Anders Frisk (Zweden) |

| Frankrijk | Italië |

| Frankrijk:     |    |                    |     |
|                |    |                    |     |
| GK             | 16 | Fabien Barthez     |     |
| RB             | 15 | Lilian Thuram      | 58' |
| CB             | 5  | Laurent Blanc      |     |
| CB             | 8  | Marcel Desailly    |     |
| LB             | 3  | Bixente Lizarazu   | 86' |
| CM             | 4  | Patrick Vieira     |     |
| CM             | 7  | Didier Deschamps   |     |
| RW             | 6  | Youri Djorkaeff    | 76' |
| AM             | 10 | Zinédine Zidane    |     |
| LW             | 12 | Thierry Henry      |     |
| CF             | 21 | Christophe Dugarry | 58' |
| Wisselspelers: |    |                    |     |
| FW             | 13 | Sylvain Wiltord    | 58' |
| FW             | 20 | David Trezeguet    | 76' |
| MF             | 11 | Robert Pirès       | 86' |
| Coach:         |    |                    |     |
| Roger Lemerre  |    |                    |     |

| Italië:        |    |                      |         |
|                |    |                      |         |
| GK             | 12 | Francesco Toldo      |         |
| RWB            | 11 | Gianluca Pessotto    |         |
| CB             | 5  | Fabio Cannavaro      | 42'     |
| CB             | 13 | Alessandro Nesta     |         |
| CB             | 15 | Mark Iuliano         |         |
| LWB            | 3  | Paolo Maldini        |         |
| CM             | 4  | Demetrio Albertini   |         |
| CM             | 14 | Luigi Di Bagio       | 31' 66' |
| AM             | 18 | Stefano Fiore        | 53'     |
| CF             | 20 | Francesco Totti      | 90'     |
| CF             | 21 | Marco Delvecchio     | 86'     |
| Wisselspelers: |    |                      |         |
| FW             | 10 | Alessandro Del Piero | 53'     |
| MF             | 16 | Massimo Ambrosini    | 66'     |
| FW             | 19 | Vincenzo Montella    | 86'     |
| Coach:         |    |                      |         |
| Dino Zoff      |    |                      |         |

Man van de wedstrijd:

 Thierry Henry

## Afbeeldingen

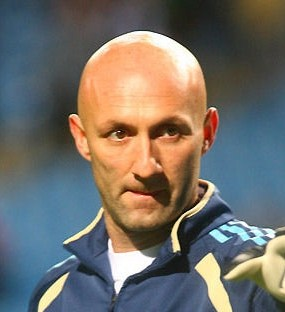
Fabien Barthez (doelman)
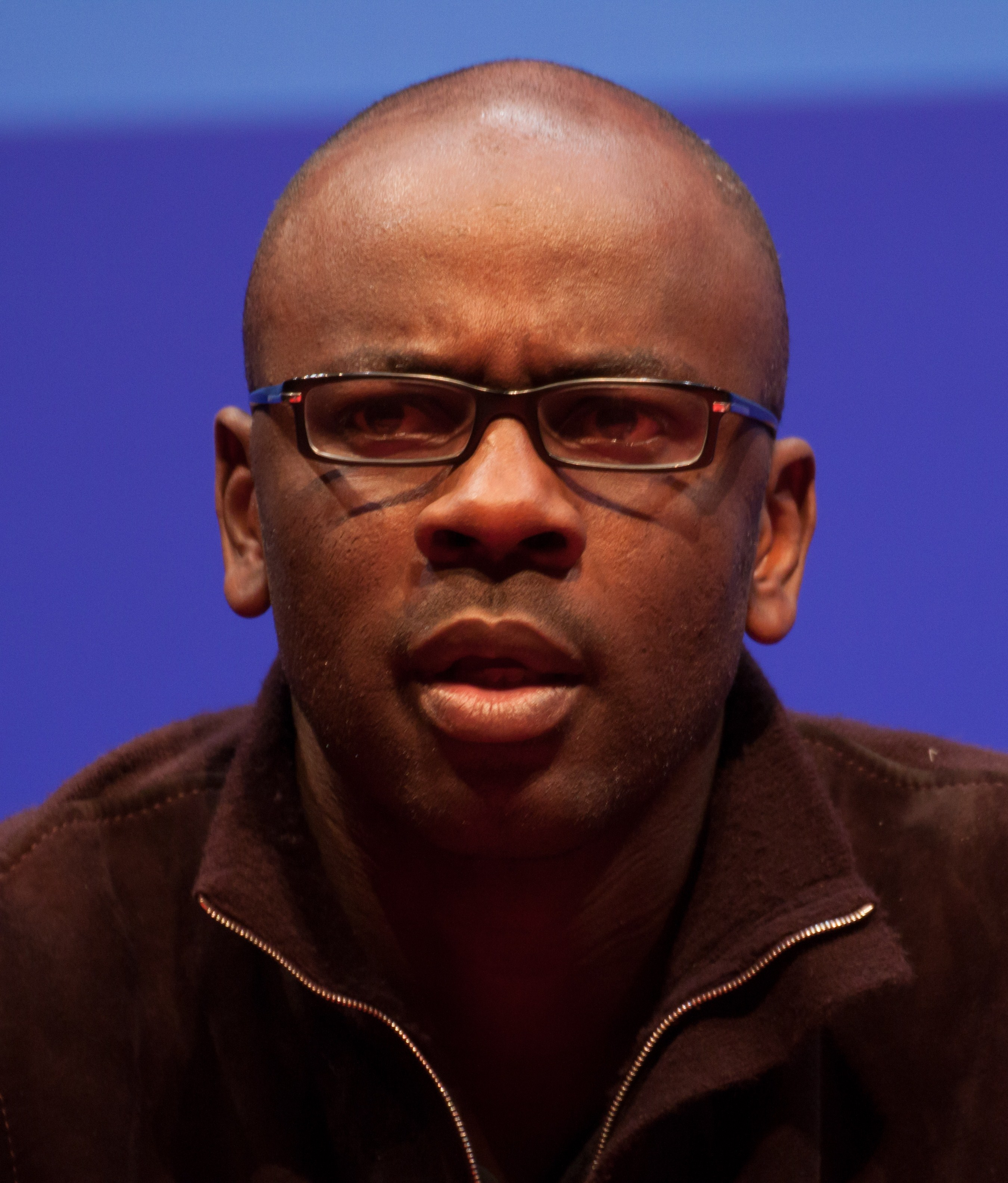
Lilian Thuram (verdediger)
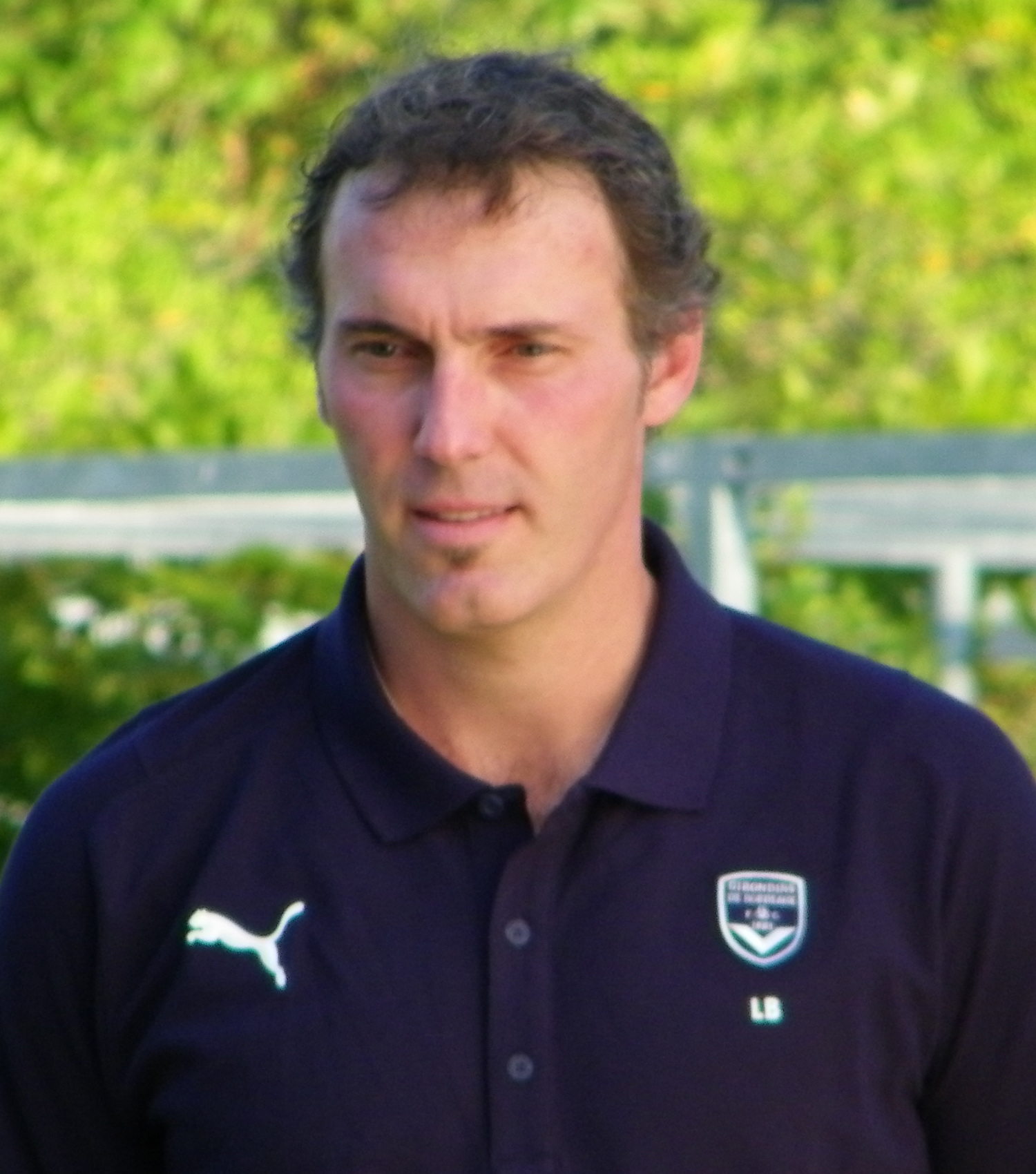
Laurent Blanc (verdediger)
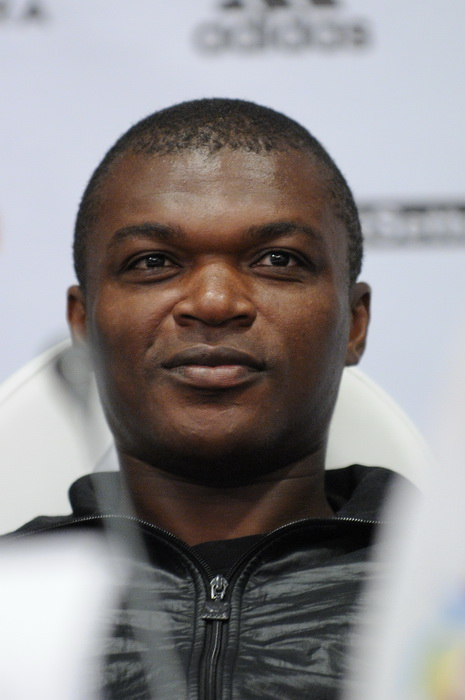
Marcel Desailly (verdediger)
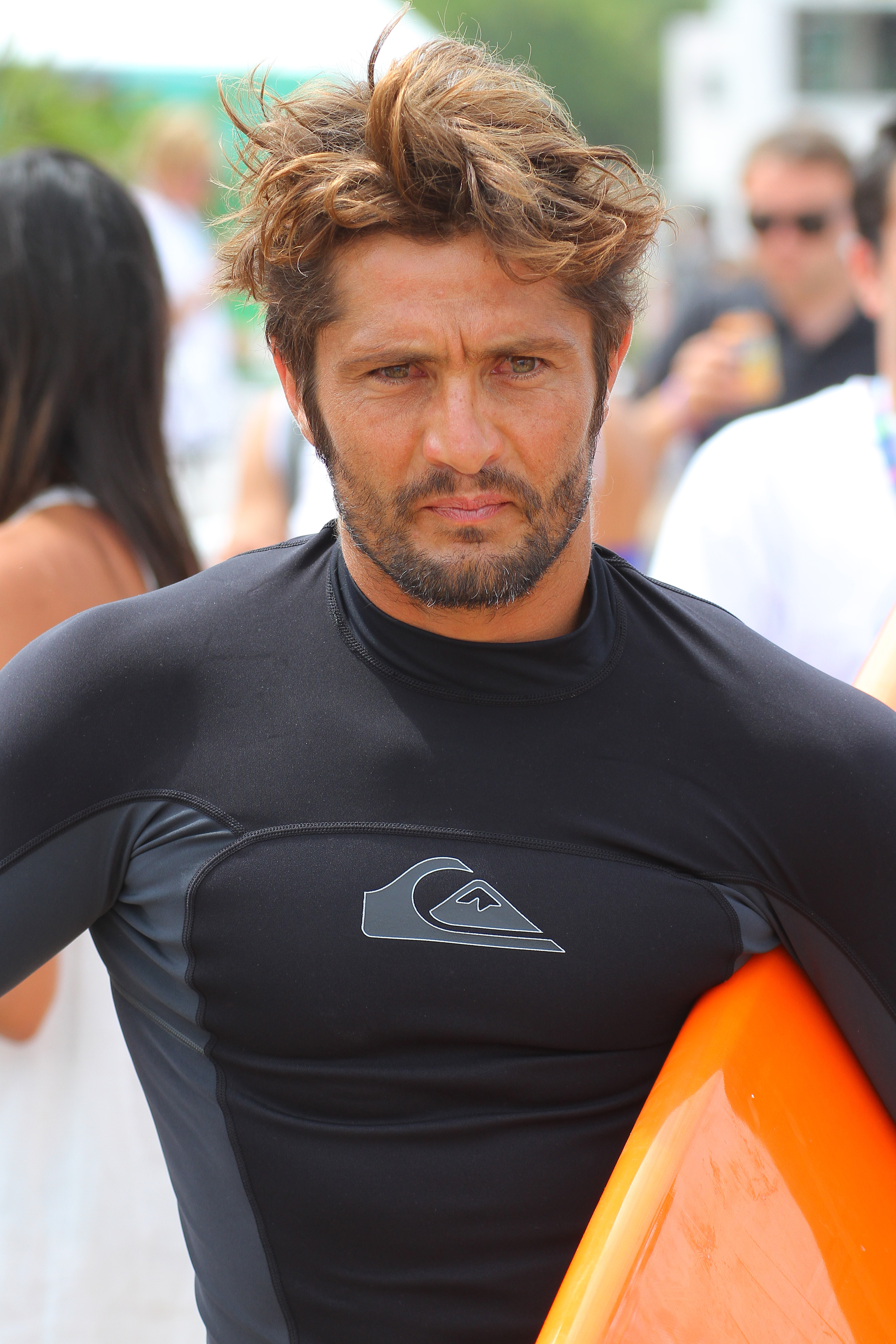
Bixente Lizarazu (verdediger)
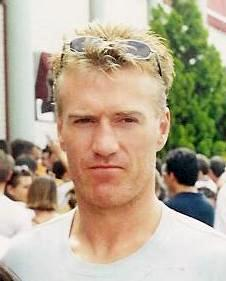
Didier Deschamps (middenvelder)
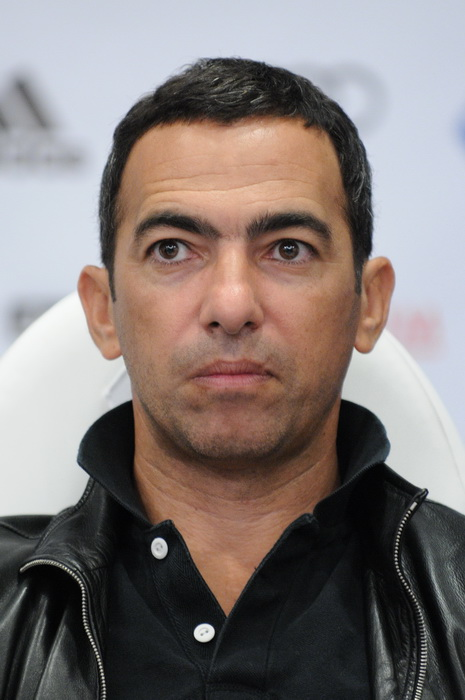
Youri Djorkaeff (middenvelder)
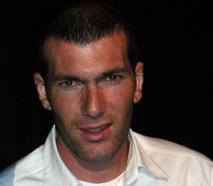
Zinédine Zidane (middenvelder)
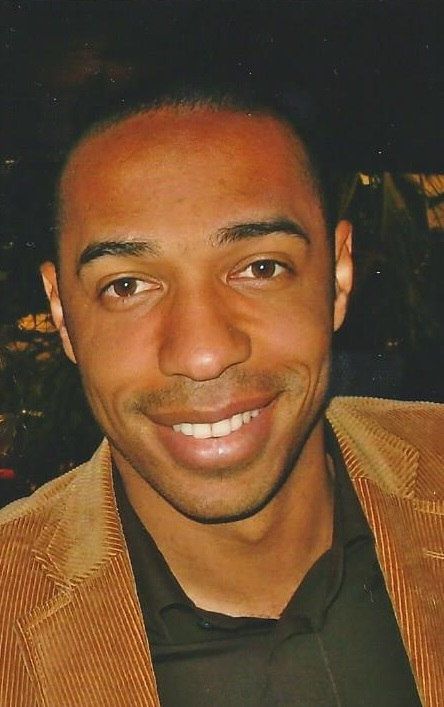
Thierry Henry (aanvaller)
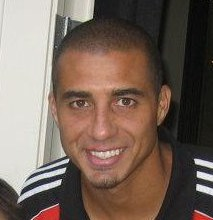
David Trezeguet (aanvaller)

Poule A:
 Duitsland ·
 Roemenië ·
 Portugal ·
 Engeland
Poule B:
 België ·
 Zweden ·
 Turkije ·
 Italië
Poule C:
 Spanje ·
 Noorwegen ·
 Joegoslavië ·
 Slovenië
Poule D:
 Frankrijk ·
 Denemarken ·
 Nederland ·
 Tsjechië
FFF · A-internationals · Selecties · Bondscoaches · Frans vrouwenelftal · Olympisch elftal · Frankrijk U21 · Frankrijk U20 · Frankrijk U19 · Frankrijk U18 · Frankrijk U17 · Frankrijk U16 · Vrouwen U17
1904 – 1919 ·
1920 – 1929 ·
1930 – 1939 ·
1940 – 1949 ·
1950 – 1959 ·
1960 – 1969 ·
1970 – 1979 ·
1980 – 1989 ·
1990 – 1999 ·
2000 – 2009 ·
2010 – 2019 ·
2020 – 2029
EK's: 1984 · 
1992 · 
1996 · 
2000 · 
2004 · 
2008 · 
2012 · 
2016 · 
2020 · 
2024
WK's: 1930 · 
1934 · 
1938 · 
1954 · 
1958 · 
1966 · 
1978 · 
1982 · 
1986 · 
1998 · 
2002 · 
2006 · 
2010 · 
2014 · 
2018 · 
2022
OS: 1900 · 
1908 · 
1920 · 
1924 · 
1948 · 
1952 · 
1960 · 
1968 · 
1976 · 
1984 · 
1996 · 
2020
1904 · 
1905 · 
1906 · 
1907 · 
1908 · 
1909 · 
1910 · 
1911 · 
1912 · 
1913 · 
1914 · 
1915 · 1916 · 1917 · 1918 · 
1919 · 
1920 · 
1921 · 
1922 · 
1923 · 
1924 · 
1925 · 
1926 · 
1927 · 
1928 · 
1929 · 
1930 · 
1931 · 
1932 · 
1933 · 
1934 · 
1935 · 
1936 · 
1937 · 
1938 · 
1939 · 
1940 · 1941  · 
1942 · 
1943 · 1944  · 
1945 · 
1946 · 
1947 · 
1948 · 
1949 · 
1950 · 
1951 · 
1952 · 
1953 · 
1954 · 
1955 · 
1956 · 
1957 · 
1958 · 
1959 ·
1960 · 
1961 · 
1962 · 
1963 · 
1964 · 
1965 · 
1966 · 
1967 · 
1968 · 
1969 ·
1970 · 
1971 · 
1972 · 
1973 · 
1974 · 
1975 · 
1976 · 
1977 · 
1978 · 
1979 ·
1980 · 
1981 · 
1982 · 
1983 · 
1984 · 
1985 · 
1986 · 
1987 · 
1988 · 
1989 · 
1990 · 
1991 · 
1992 · 
1993 · 
1994 · 
1995 · 
1996 · 
1997 · 
1998 · 
1999 · 
2000 · 
2001 · 
2002 · 
2003 · 
2004 · 
2005 · 
2006 · 
2007 · 
2008 · 
2009 · 
2010 · 
2011 · 
2012 · 
2013 · 
2014 · 
2015 · 
2016 · 
2017 · 
2018 ·
2019 ·
2020 ·
2021 ·
2022 ·
2023
Albanië ·
Algerije ·
Andorra ·
Argentinië ·
Armenië ·
Australië ·
Azerbeidzjan ·
België ·
Bolivia ·
Bosnië en Herzegovina ·
Brazilië ·
Bulgarije ·
Canada ·
Chili ·
China ·
Colombia ·
Costa Rica ·
Cyprus ·
Denemarken ·
Duitse Democratische Republiek ·
Duitsland ·
Ecuador ·
Egypte ·
Engeland ·
Estland ·
Faeröer ·
Finland ·
Georgië ·
Gibraltar ·
Griekenland ·
Honduras ·
Hongarije ·
Ierland ·
IJsland ·
Iran ·
Israël ·
Italië ·
Ivoorkust ·
Jamaica ·
Japan ·
Joegoslavië ·
Kameroen ·
Kazachstan ·
Koeweit ·
Kroatië ·
Letland ·
Litouwen ·
Luxemburg ·
Malta ·
Marokko ·
Mexico ·
Moldavië ·
Nederland ·
Nieuw-Zeeland ·
Nigeria ·
Noord-Ierland ·
Noorwegen ·
Oekraïne ·
Oostenrijk ·
Paraguay ·
Peru · 
Polen ·
Portugal ·
Roemenië ·
Rusland ·
Saoedi-Arabië ·
Schotland ·
Senegal ·
Servië ·
Slovenië ·
Slowakije ·
Sovjet-Unie ·
Spanje ·
Togo ·
Tsjechië ·
Tsjecho-Slowakije ·
Tunesië ·
Turkije ·
Uruguay ·
Verenigde Staten ·
Wales ·
Wit-Rusland ·
Zuid-Afrika ·
Zuid-Korea ·
Zweden ·
Zwitserland
Albanië (2016) ·
Argentinië (2018) ·
Argentinië (2022) ·
Australië (2018) · 
België (1904) · 
België (2018) · 
Brazilië (1998) · 
Brazilië (2006) · 
Denemarken (2002) · 
Denemarken (2018) ·
Duitsland (2014) · 
Duitsland (2021) · 
Ecuador (2014) · 
Engeland (1982) · 
Engeland (2012) · 
Engeland (2022) ·
Honduras (2014) · 
Hongarije (2021) · 
Italië (2000) · 
Italië (2006) · 
Italië (2008) · 
Japan (2001) · 
Kameroen (2003) · 
Koeweit (1982) · 
Kroatië (2018) · 
Marokko (2022) ·
Mexico (2010) · 
Nederland (2008) · 
Nigeria (2014) ·
Noord-Ierland (1982) · 
Oekraïne (2012) · 
Oostenrijk (1982) · 
Peru (2018) · 
Polen (1982) · 
Polen (2022) ·
Portugal (2006) · 
Portugal (2016) ·
Portugal (2021) ·
Roemenië (2008) ·
Roemenië (2016) ·
Senegal (2002) · 
Spanje (1984) ·
Spanje (2006) ·
Spanje (2012) ·
Spanje (2021) ·
Togo (2006) ·
Tsjecho-Slowakije (1982) ·
Uruguay (2002) ·
Uruguay (2010) ·
Uruguay (2018) ·
Zuid-Afrika (2010) ·
Zuid-Korea (2006) ·
Zweden (2012) ·
Zwitserland (2006) ·
Zwitserland (2014) ·
Zwitserland (2016) ·
Zwitserland (2021)